# Merciera brevifolia
Merciera brevifolia är en klockväxtart som beskrevs av A.Dc. Merciera brevifolia ingår i släktet Merciera och familjen klockväxter. Inga underarter finns listade i Catalogue of Life.